# Коле Пјетре II (Кјети)
Коле Пјетре II (итал. Colle Pietre II) је насеље у Италији у округу Кјети, региону Абруцо.
Према процени из 2011. у насељу је живело 404 становника. Насеље се налази на надморској висини од 95 м.